# Nádai István
Nádai István (Nagykároly, 1910. november 12. – Szatmárnémeti, 1995. január 29.) erdélyi magyar színész, a Szatmárnémeti Északi Színház alapító tagja, a Harag György Társulat örökös tagja, a Nádai István Emlékplakett, a Nádai István-bérlet és a Nádai István Színjátszókör névadója.

## Élete és pályája

### Családja
Nádai István (született: Niedermann) 1910. november 12-én született, Nagykárolyban. Családja apai ágon Kárpátaljáról, anyai ágon a Felvidékről származott (szülei házasságkötésük után telepedtek le Nagykárolyban). Édesapja, Niedermann Sámuel könyvelő volt, édesanyja, Niedermanné Baján Irén tanítónőként dolgozott.
Nagykárolyban nagy köztiszteletben és szeretetben állt a család, főként az édesanya állandó jótékonysági tevékenysége révén. Az első világháborút követően Baján Irén lett a Nagykárolyi Izraelita Nőszövetség elnöke is, 1937-ben bekövetkezett haláláig (nagy szerepe volt a nagykárolyi idősotthon létrehozásában is).
Bátyja, Niedermann Ferenc, Nemes Ferenc néven vált ismert íróvá és újságíróvá Erdélyben (Nádai Istvánt bátyja újságíró kollégái ezért gyakran "Kisnemesként" emlegették). Nemes Ferenc a holokausztban lelte halálát (tarkónlőtték, miután nem bírta tovább a menetelést). Felesége, Pálffy Lili, önként vállalt vele sorsközösséget, noha rá nem vonatkoztak a zsidótörvények. Gázkamrában vesztette életét.
Szüleik már a deportálás előtt elhunytak (a nagykárolyi ortodox zsidó temetőben nyugszanak).

### Ifjú évei
Tanulmányait szülővárosában kezdi, a Nagykárolyi Zsidó Iskolában, majd a nagyhírű Piarista Gimnáziumban tanul tovább, 1924-ig. Már 5–6 éves korában is vonzotta a gyerek- és diákszínjátszás. Már kisiskolás korában is népszerű volt a városban, főleg paródiáit, komikus szerepeit kísérte nagy siker. Mégsem a színészi pályát választotta tanulmányai után. 
Harminc évig különböző munkahelyeken fordult meg (saját bevallása szerint 32 munkahelye volt). Volt színházi klakőr (fizetett tapsoló), hordár, kifutófiú, plakátfestő. Aztán 1925-ben beáll Budapesten ékszerésznek (a tüdejében ekkor felhalmozódó aranypor volt időskori tüdődaganatának egyik fő oka is).
1926-ban nagybani textilkereskedő, 1927-ben Nagykárolyban fogásztanuló volt. 1928-ban szintén szülővárosában nagybátyjánál, Weisz Lajos textil-nagykereskedőnél kereskedősegéd. 1929-ben a temesvári Atlanta textilgyárban dolgozott. 1931 és 1932 között Nagyváradon a felsőkereskedelmi iskola tanulója. 1933 és 1934 között Kolozsvárott tölti tényleges katonai szolgálatát. 1935 és 1938 között a nagykárolyi papírgyárban könyvelő. 1936-tól vezetője és résztulajdonosa volt a nagykárolyi kefekötő és kötélverő műhelynek, amely azonban hamarosan csődbe ment. A műhely csődbejutását követően visszament Erdélybe, majd onnan Óromániába. 1939–1940 között Ploieștiben a Teleajen Papírgyár alkalmazottjaként dolgozott, mint vegyi laboráns.
1940-ben Déván feleségül vette Lőrincz Margitot, akivel egy ideig Ploieștiben, majd Déván laktak.

### Munkaszolgálatos évek

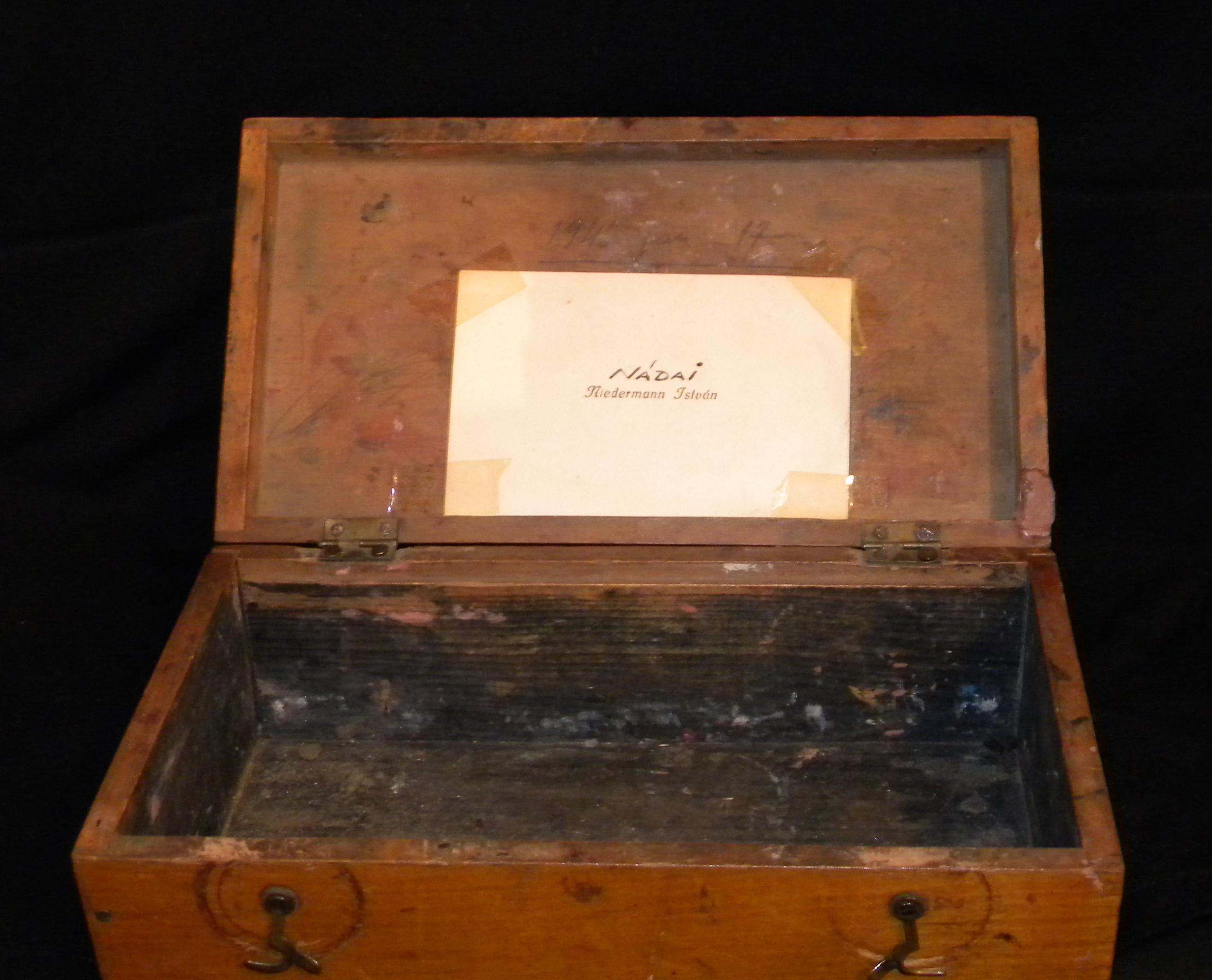
Nádai István sminkesládája, a névváltoztatása után saját kézírásával javított névjegykártyájával

Dél-Erdélyt nem érintette a második bécsi döntés. Itt – a zsidó szervezetek, és nem utolsósorban az anyakirálynő közbenjárására – a zsidókat nem adták át a német hatóságoknak. Óromániában (főleg Moldvában) mégis véres mészárlások dúltak, és sok tízezer embert szállítottak a transznisztriai megsemmisítő táborokba. A dél-erdélyi zsidóságra megsemmisítő táborok helyett "csak" munkaszolgálat és folyamatos rettegés várt. Csirák Csaba, a művésszel való beszélgetés nyomán, így jegyzi le Nádai István hányadtatásait:
"Amikor vasútépítésnél dolgoztak éppen egy kanyarnál, a sínek között hajlongó emberek közé vágott a mozdony. Folyt a vér. Kegyetlen volt a kőbányai munka. Nappal a forró tűző napon követ törtek és szállítottak. Víz és ivóvíz alig-alig volt. Éjszaka viszont dermesztő hidegben kinn aludtak a köveken különböző csúszómászók között. Majd egy gyárban kőműves munkát végzett. Megjelent a gyár udvarán egy vasgárdista banda, akik az odagyűjtött munkaszolgálatos zsidókat meg akarták ölni. Teherautón érkeznek a banditák. A teherkocsival nekirohannak és betörik a gyár deszkakapuját, csőre töltött fegyverrel kiparancsolják az embereket az udvarra és ütlegelések közepette sorba állítják, majd arra kényszerítik őket, hogy ássák meg a saját sírjukat. A többiekkel együtt Niedermann István is ott volt kiszolgáltatottan és megkezdte a saját sírjának az ásását. Ekkor történt a csoda. Két vasgárdista felrohant a gyár igazgatójához, aki éppen a feleségével beszélt francia nyelven. Felmérve a helyzet súlyosságát az igazgató továbbra is francia nyelven mondta a feleségének, hogy azonnal értesítse a helyi fegyveres erőket, katonaságot, rendőrséget, azonnal szálljanak ki, mert a gyár udvarán egy vasgárdista banda tömegmészárlásra készül. Rövid idő elteltével négy teherautónyi felfegyverzett karhatalom jelent meg és lefegyverezték a vasgárdistákat, megakadályozva ezzel a tömegmészárlást. Hála a német nevet viselő igazgató lélekjelenlétének megmenekült a gyárban dolgozó munkaszolgálatos. Niedermann István 1944-ben szabadul a munkaszolgálat nyomorából."

### Hazatérése után
A munkaszolgálat után azonnal Dévára utazott, ahol első felesége várta lakásukon (Dél-Erdélyben a nőket nem vitték munkaszolgálatra).
Déva után Nagykárolyba utazott, hogy túlélő rokonok után kutasson szülővárosában (ekkor már pontosan tudta, hogy egész családját haláltáborokba hurcolták, a teljes nagykárolyi zsidósággal együtt). Reménytelenül kutatott utánuk Nagykárolyban és más erdélyi városokban is – mindhiába. Végül egy kolozsvári ismerős mondta el neki bátyja és felesége halálának körülményeit:
„Kisnemes ne keresd Ferit! Egyik táborból a másikba hajtottak minket. Feri már teljesen le volt gyengülve, jártányi ereje sem volt, aki pedig nem tudott menni, azzal végeztek. Ferit az én szemem előtt lőtték tarkón, az élettársát Pállfy Lilit pedig, gázkamrában gyilkolták meg.” (Idézi Csirák Csaba)
Soha nem tudta feldolgozni a fájdalmat, hogy több mint negyven tagú családjából egyedül ő maradt csak életben.

### A világot jelentő deszkákig
A borzalmak hatására sokszor hitüket, vallási meggyőződésüket is elvesztő erdélyi zsidók többségéhez hasonlóan Nádai István is a baloldali ideológiákban keresett menekvést és biztonságot a háború után, ebben látva garanciát arra, hogy a borzalmak soha se ismétlődhessenek meg. Rövidesen beiratkozott a Román Kommunista Pártba is – de csakhamar csalódnia kellett az új eszmékben.
Korán megérezte, hogy a tetszetős ideológia diktatórikus szándékot takar, és politikai visszaélések leplezésére használják fel – így hamarosan szálka lett a pártvezetés szemében is. Végül a nagykárolyi kötélverő műhelyben betöltött szerepére hivatkozva hivatalosan is eltávolították a pártból, mondván, "gyáros nem lehet párttag".
Ezzel a néhány hónappal örökre véget ért Nádai István politikai szerepvállalása.
1945 júniusában már újságíróként dolgozik, a Képes Újság kiadójának hivatali vezetője, 1950. november 19-től pedig a Hunyad Megyei Sajtóterjesztési Hivatal tervező osztályának vezetője.

### Színházi pályafutása
1954-ben egy újsághirdetésből értesült arról, hogy a nagybányai színház idősebb színészeket keres, és jelentkezett a társulathoz. A társulatot egy évvel korábban alapító színészgárda csupa pályakezdő fiatalból állt (az 1953-ban, Kolozsváron végzett színésznemzedék tagjaiból, akik Harag György vezetésével alapították a nagybányai színház magyar tagozatát). Olyanokra volt szükség, akik idősebb karakterek hiteles megformálására is képesek, illetve – társulatépítési célból – már "kipróbált" hivatásosokra is (így került a társulathoz, Nádai Istvánnal egy időben Deésy Jenő, Nyiredi Piroska, Bartos Ede, Földesy Ilona, Harasztosy Ica, Kapáló Magda).

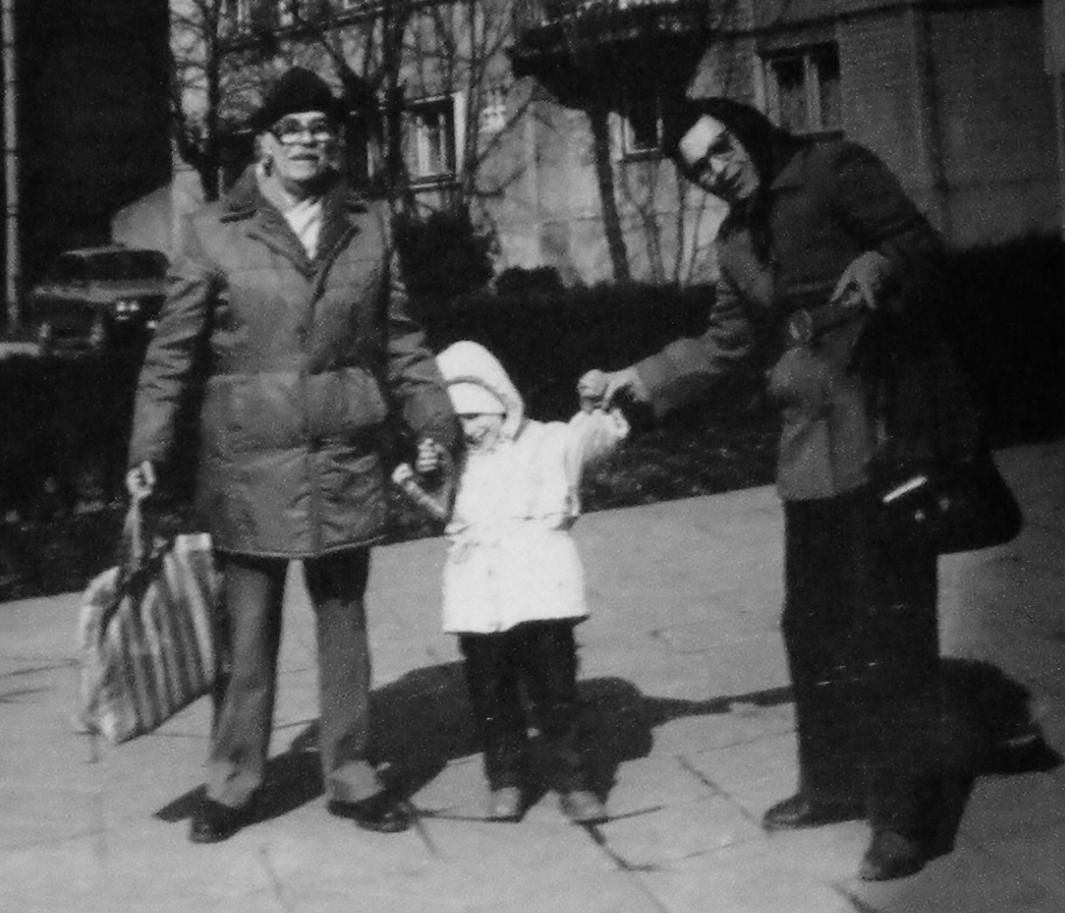
Nádai István a kilencvenes évek elején feleségével, Nádainé Nagy Mártával és Bessenyei Gedő Istvánnal

1956-ban, a társulattal együtt Szatmárnémetibe költözik, itt folytatódik színházi karrierje, nyugdíjazásáig. Ily módon Nádai István, bár nem tartozik a Harag György Társulat szigorúan vett alapító nemzedékéhez (egy évvel később csatlakozott az alapítókhoz), a Szatmárnémeti Északi Színháznak már alapító színésze volt.
1954. november 7-én lépett fel először hivatásos színészként, a Farkas István rendezte Tányában, Basnyak szerepében. Az előadás érdekessége, hogy Harag György mint színész működött közre benne.
1954–1975 között főként főszerepeket kapott, majd 1975-től felejthetetlen epizódalakításaival vált híressé.
Szatmárnémetiben újabb gyász szakad rá: 1966-ban, súlyos szívbetegségben elhunyt első felesége, Lőrincz Margit.
De ugyanitt talál rá az újabb szerelem is: Nagy Márta (a színházalapító-társ, Nagy Iza színésznő testvére) személyében, akit 1968-ban vesz feleségül.
Ebben az időben kapta a társulat fiatal alapítóitól – saját indítványára – a "Nagypapa" becenevet, de ehhez az időszakhoz kötődik névváltoztatása is. Harag György minden színészétől megkövetelte, hogy magyarosított művésznevet használjon (ez vonatkozott a román eredetű nevekre is): "így lett Niedermannból Nádai, Friedmannból Köllő, Petrucából P. Miklós István, Tîrnovanból Tarnói, Reizmannból Vándor."
Bátyja írói álnevétől eltérve nem a Nemes, hanem a Nádai nevet választotta művésznevéül, később pedig hivatalosan is nevet változtatott, feleségével együtt. A civil életben azonban mindkét nevét használta, egymás után írva őket (így vésették sírkövére is).
Szatmáron hamar a közönség kedvenc karakterfigurái közé emelkedett, akinek egy-egy emlékezetes mozdulatát sokáig emlegették.
1990-ben, az alapító nemzedék legtöbb tagjával együtt nyugdíjba küldi a színházvezetés, ezt követően szerepeket sem kap. 1990. június 18-án lép fel utoljára, Sütő András Egy lócsiszár virágvasárnapja című darabjában, Mann szerepében.
1993-ban tüdőrákot diagnosztizáltak nála, 1995. január 29-én hunyt el, elsőként az alapítók közül. Sírja a szatmárnémeti neológ zsidó temetőben található.
Művészi ars poeticájáról ő maga így vallott Krilek Sándornak (idézi Csirák Csaba): "Életfilozófiám, hogy minden emberben jelen van, megmaradt a régi gyermekből valami. Megmaradt a játékkedv, a hajlam a sírásra, a nevetésre. Ha nekem sikerül arra késztetnem a nézőket, hogy velem játszanak, sírjanak, ha kell nevessenek, úgy érzem valami nagyon jó dolgot csináltam."

### Emlékezete
Nádai István emléke elevenen él a pályatársakban, és azokban a nézőkben, akik láthatták színpadon.
2010-ben a Harag György Társulat művészeti igazgatója és művészeti tanácsa post mortem a társulat örökös tagjává avatta.
Nevét viseli:
- az özvegy Nádainé Nagy Márta által alapított Nádai István Emlékplakett, amit minden évadban a legjobb epizódalakításért ítélnek oda a Harag György Társulat egy tagjának
- a Nádai István-bérlet, melyet a 2005/2006-os évadban alapított a társulat vezetése
- a Nádai István Színjátszókör – a Szatmárnémeti Református Gimnázium 2003-ban alapított színjátszóköre.

Sírját az alapítás kerek évfordulóin megkoszorúzzák a társulat színészei.

## Fontosabb szerepei
- Anouillh: Pacsirta – Az érsek, 1961
- Anouilh: Becket – Érsek, 1968
- Andre-Szenes-Fényes: Lulu – Migrén, 1969
- Arbuzov: Tánya – Basnyak, 1954
- Arbuzov: Irkutszki történet – Részeg, 1960
- Anna Frank naplója – Otto Frank, 1958
- Băieșu: A lábtörlő – Ügyvéd, 1972
- Baranga: Kerge birka – Cristescu, 1958
- Baranga: Sziciliai védelem – Tache, 1961
- Baranga: Barátom a miniszter – Manolescu, 1967
- Baranga: Ádám és Éva – A színész, 1963
- Baranga: Egy asszony élete – Ügyvéd, 1979
- Baptista (Shakespeare: A makrancos hölgy, 1964)
- Barta: Szerelem – Szalay, 1956
- Ben Jonson: Volpone – Corvino, 1959
- Benedek: Több sincs királyfi – Mirkó király, 1983
- Brecht: Koldusopera – Peacock, 1964
- Bródy: A tanítóné – Főúr, 1965
- Camus: Caligula – Mereia, 1969
- Csávossy: A fül – Korsós Simon, 1967
- Deák: Az estély – Szókrátész, 1982
- de Vega: Dacból terem a szerelem – Don Juan, 1956
- Dreisler: Amerikai tragédia – Riporter, 1957
- Drzici: Dundo Maroje – Sadi, 1966
- Everac: A láthatatlan staféta – Iliescu, 1964
- Everac: Vesekp – Strunga, 1978
- Fejes-Presser: Jó estét nyár, jó estét szerelem – Főpincér, 1984
- Filippo: De pretore Vincenzo – Orvos, 1964
- Földes: Hétköznapok – Tóbiás, 1956
- Földes: Baleset az új utcában – Schultz, 1964
- Frisch Max: Don Juan – Tenorio, 1967
- Gábor: Dollárpapa – Hoffmann, 1959
- Gárdonyi: Ida regénye – A doktor, 1983
- Gehry: Hatodik emelet – Orvos, 1958
- Gorkij: Kispolgárok – Orvos, 1964
- Goldoni: A furfangos özvegy – Pantalone, 1967
- Goldoni: A chioggiai csetepaté – Toni, 1962
- Cosașu: Kissé romantikus – Gigea, 1962
- Hacht-Charles: A nap szenzációja – Talvera, 1977
- Hansverry: A napfény nem eladó – Karl, 1963
- Hecht Ben- Charles: A nap szenzációja – Polgármester, 1977
- Herz-Kisfalussy: Jó reggelt szerelem – Vasile, 1977
- Heltai: Tündérlaki lányok – A báró, 1957
- Hugo: Ruy Blas – Santa Cruz, 1955
- Illés: Aki szeretni gyáva – Szedecsi, 1973
- Jókai: Az aranyember – Csorbadzsi, 1970
- Kruczkowski: A kormányzó halála – Kocsmáros, 1973
- Karácsony-Kisfalussy: Rút kiskacsa – Igazgató, 1974, 1976
- Kós: Budai Nagy Antal, letiltott előadás – Lukács barát
- Lovinescu: Megkésett tavasz – Niculescu, 1969
- Machivelli: Mandragóra – Sostrata, 1965
- Marton-Gyöngyösi: Taligás király – Bölcsike, 1980
- Méhes: 33 elveszett levél – Iksz Mihály, 1968
- Mikszáth: Különös házasság – Dr. Medve, 1972
- Miller: Bűnbeesés után – Apa, 1975
- Mirodán: Újságírók – Rómeó, 1957
- Mirodán: A hírhedt 702-es – Joel, 1963
- Móricz: Légy jó mindhalálig – Pósalaky, 1977
- Móricz Zsigmond: Sári bíró – Varnyú, 1979
- Móricz: Nem élhetek muzsikaszó nélkül – Lajos bácsi, 1973
- Molnár: Egy, kettő, három – Gróf Dudois, 1977
- Munteanu: Az aranydukát – Avramescu, 1976
- Niccodemi: Tacskó – Fausto, 1958
- Nagy: Nézd meg az anyját – Pincér, 1962
- Nagy-Dobos-Szenes: Isten veled édes Piroskám – Bölönyi színigazgató, 1968
- Naum: A főnök előléptetése – Băltănuiu, 1955
- Karinthy-Majoros: A nagy ékszerész – Cégvezető, 1956
- Otcsenasek: Rómeó és Júlia november végén – Bouz, 1986
- Pinero: A Posket család titka – Isidore, 1987
- Rebreanu: Angyal és boríték – Popescu, 1971
- Rozov: Szállnak a darvak – Csernov, 1960
- Rozov: Véndiákok – Tarakanov, 1970
- Scarpetta: Rongy és címer – Ottavio, 1979
- Schönthal-Kellér. A szabin nők elrablása – Fridolin, 1973
- Sebastian: Vakációsdi – Bogoiu (1957)
- Sebastian: Lapzárta előtt – Branescu, 1963
- Shakespeare: Hamlet – Színészkirály, 1959
- Shakespeare: Rómeó és Júlia – János barát, 1957
- Shaw: Pygmalion – Pickering, 1960
- Shaw: Sosem lehet tudni – A pincér, 1965
- Shaw: Szerelmi házasság – Cokane, 1971
- Sütő: Egy lócsiszár virágvasárnapja – Mann, 1990
- Stoenescu: Az utolsó vagány halála – Valentin, 1972
- Szimonov: A negyedik – Vandecker, 1962
- Tolsztoj – Piscator: Háború és béke – Kuznics, 1962
- Valjean: Áldozati nemzedék – Mache, 1985
- Voitin: Emberek, akik hallgatnak – Zigu, 1961
- Yliruusi: Börtönkarrier – Lelkész , 1980